# Dasylobus beschkovi
Dasylobus beschkovi is een hooiwagen uit de familie echte hooiwagens (Phalangiidae).